# Давлеканово
Давлека́ново (баш. МФА: Дәүләкәно файле) — город в России. Административный центр Давлекановского района Республики Башкортостан. Образует муниципальное образование город Давлеканово со статусом городского поселения как единственный населённый пункт в его составе.

## Физико-географическая характеристика
Расположен в 96 км к юго-западу от столицы республики города Уфы, на реке Дёме. Железнодорожная станция на историческом ходе Транссибирской магистрали. Находится на пересечении автомобильных дорог регионального значения Чишмы — Киргиз-Мияки и Буздяк — Толбазы.
Климат
- Среднегодовая температура воздуха: 3,8 °C.
- Относительная влажность воздуха: 67,8 %.
- Средняя скорость ветра: 3,3 м/с.
- Климат умеренно-континентальный.

| Показатель                            | Янв.  | Фев.  | Март | Апр. | Май  | Июнь | Июль | Авг. | Сен. | Окт. | Нояб. | Дек.  | Год |
| ------------------------------------- | ----- | ----- | ---- | ---- | ---- | ---- | ---- | ---- | ---- | ---- | ----- | ----- | --- |
| Средняя температура, °C               | −11,7 | −11,5 | −6,3 | 3,8  | 13,1 | 18,8 | 20,6 | 18,0 | 12,1 | 4,0  | −5,5  | −11,1 | 3,8 |
| Источник: NASA. База данных RETScreen |       |       |      |      |      |      |      |      |      |      |       |       |     |

Зима холодная, продолжительная, часто сменяющая с оттепелями и бурями.
Безморозный период в среднем от 120 до 140 дней в году.

## Название
Название произошло от имени башкира-вотчинника Кыркули-Минской волости Давлекана Сыртланова.

## История

### Возникновение

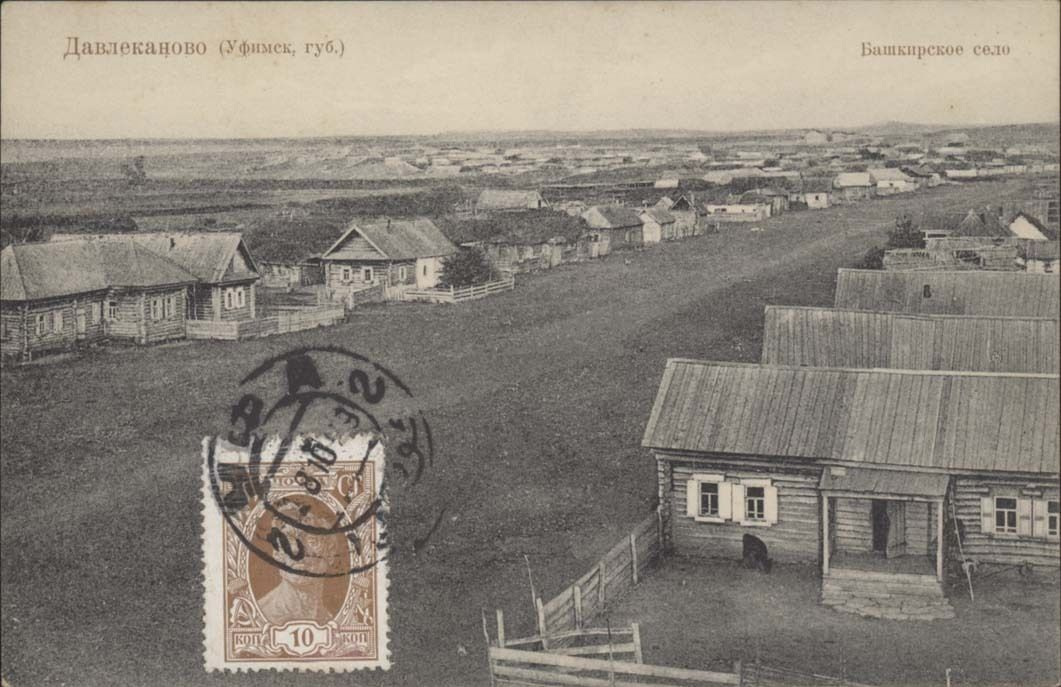
Давлека́ново. Около 1925—1929 г.

Давлеканово как поселение башкир Кыркули-Минской волости берёт своё начало с 30-х—50-х годов XVIII века. Основание и название связаны с именем вотчинника Давлекана Сыртланова, имя которого впервые упоминается в одном документе за 1735 год. Это рассказ башкирского старшины Кара-Табынской волости Сибирской дороги, но проживавшего в Минской волости Ногайской дороги, Кидраса Муллакаева. Он сообщил 10 июля 1735 года Уфимской провинциальной канцелярии, что недалеко от речки Кызыл (приток р. Уршак) увидел среди многих повстанцев-приверженцев Карасакала и башкира Кыркули-Минской волости Давлекана Сыртланова.
Давлеканово возникло в результате слияния башкирских деревень Давлеканово и Иткулово, а также посёлка Давлекановского. Деревня Давлеканово в долине реки Дёмы впервые упоминается в документах 30-х годов XVIII века и, как считается, была основана вышеупомянутым землевладельцем Д. Сыртлановым.
Деревню Иткулово основал в 1797 году башкир-припущенник Иткул Баскунов. В 1888 году рядом с этими деревнями была проложена Самаро-Златоустовская железная дорога и построена станция Давлекановская, у которой возник одноимённый посёлок.

### Развитие
Выгодное географическое расположение позволило Давлеканово стать важным экономическим центром, к которому начали тяготеть прилегающие территории. Станция быстро превратилась в крупный центр торговли хлебом и место проведения ярмарок. В период с 1893 по 1913 годы с неё было вывезено более 15 млн. пудов хлеба, что составляло почти пятую часть хлебных грузов Уфимской губернии. Хлеб из Давлеканово отправлялся как в приграничные районы империи, так и за границу. В 1913 году за счёт ссуды государственного банка был сооружён элеватор, рассчитанный на хранение миллиона пудов зерна.
Тогда же начинает развиваться промышленность. Первая мельница «Якорь» была основана в 1908 году предпринимателями А. Петерсом, Г. Пеннером и Г. Тиссеном. Всего в первое десятилетие XX века было построено более десятка крупных мельниц. Помимо мукомольной промышленности действовали предприятия по производству булочных и кондитерских изделий, фруктовой воды, гончарных изделий и кирпича, пивоваренный завод, сукноваляльная фабрика, мыловаренный завод, типография, чугунно-литейная и слесарная мастерские, фотография и другие. Всего действовало 366 торгово-промышленных заведений.
В начале XX века Казангуловская волость, в которую входил будущий город, считалась в Уфимской губернии самой обеспеченной сельскохозяйственными машинами. В 1915 году в Давлеканово и Иткулове насчитывалось более десятка складов сельскохозяйственных машин. Более 30 % населения занималось торговлей, благодаря чему волость была самой обеспеченной промышленными и сельскохозяйственными товарами в губернии.
В 1911 году открылась первая земская больница с амбулаторией, а в 1913 году создан отдельный Давлекановский врачебный участок. В 1913 году «для знакомства и приятного времяпровождения» создаётся общественное собрание для представителей торгово-промышленного сословия и служащих государственных и частных заведений. В собрании устраивались беседы, балы, маскарады, танцевальные, литературно-музыкальные и детские вечера, спектакли, лекции, была создана библиотека. В Давлеканово и окрестностях действовали мектебе и медресе, открытые при мечетях, православные церковно-приходские и земские школы, мужское и женское училище духовного ведомства при Иссидоровской церкви, русско-башкирское училище, школа для мусульманских девочек, четырёхклассное городское училище, а также частное меннонитское училище, построенное и содержавшееся за счёт голландских поселенцев из секты меннонитов.
Перед Первой мировой войной в Давлеканово проживало около 15 500 человек. В 1913 году местные жители подали прошение о преобразовании посёлка в город. 3 июля 1917 года временное правительство преобразовало посёлок в безуездный город со введением в нём городового положения и образованием городской думы.

### Давлеканово и революция
После Февральской революции реальная власть в Давлеканово перешла к комиссару временного правительства эсеру Н. Куземе, его помощнику М. Воронкову и волостному старшине М. Арсланбекову. 7 января 1918 года к власти пришли советы, но уже в начале июля 1918 года город оказался под властью белочехов. В октябре 1918 года советская власть была восстановлена.
С 18 марта по 1 апреля 1919 года, во время наступления Колчака, Давлеканово стало ареной упорных боёв, в ходе которых 26-й и 27-й дивизиям Красной армии удавалось сдерживать наступление превосходящих сил колчаковцев. Но в дальнейшем красные были вынуждены отступить, и к концу апреля армия Колчака выбила их из Башкирии. Впрочем, уже в конце мая 1919 года 25-я стрелковая дивизия Чапаева выбила белогвардейцев из Давлеканово. В августе 1919 года прошли выборы в городской совет.

### Давлеканово в годы НЭПа и первых пятилеток
За годы гражданской войны город пришёл в упадок. Предприятия из-за нехватки сырья и топлива часто простаивали. Из-за разрухи, простоя предприятий, красного и белого террора часть населения города покинуло его. Усугубил ситуацию голод 1921 года. Если в 1920 году в Давлеканове проживало 6776 человек, то к 1922 году осталось 5919 человек. Всё это привело к тому, что в 1924 году Президиум ВЦИКа лишил статуса города.
В годы НЭПа Давлеканово снова ожило. В селе был создан ряд предприятий промысловой кооперации, занимавшихся пошивом швейных изделий и головных уборов, выделкой меха и кож, производством обуви и кирпича, переработкой молока. К 1940 году работали 24 промышленных и кооперативно-кустарных предприятия. Были построены дизельная электростанция, первоначально обслуживавшая 129 абонентов, и телефонный узел на 25 точек.
30 апреля 1928 года село преобразуется в рабочий посёлок, а 20 августа 1930 года становится центром новой административно-территориальной единицы: Давлекановского района. В 1931 году создаётся Давлекановская машинно-тракторная станция, первая в Башкирской АССР. 8 марта 1930 года при помощи московских рабочих начинает выходить районная газета «Победим!».
В 1930-е годы создаются культурно-просветительские учреждения: театр, клубы, библиотеки, избы-читальни, красные уголки. При Давлекановском клубе организованы драматический, музыкальный, литературный, танцевальный и шахматно-шашечный кружки. В посёлке появился духовой оркестр, кинотеатр «Урал» (ныне магазин «Уралочка»), парк культуры и отдыха, в котором работали фонтан, театральный зал, танцевальная площадка, бильярдная, библиотека, спортивная и детские площадки.
В 1930 году создаётся Давлекановское педагогическое училище, просуществовавшее до 1955 года, начинают открываться школы крестьянской молодёжи (ШКМ) и фабрично-заводские семилетки (ФЗС). В начале 30-х годов из Уфы перебазируется сельскохозяйственный техникум «Зара» («Защита растений»). В ноябре 1932 года организована школа механизации для механизаторских кадров. Позже школа была реорганизована в училище механизации, а затем сельское ПТУ.
В больнице, в специально построенных зданиях открываются инфекционное, терапевтическое и хирургическое отделения, роддом. Устанавливается рентгенаппаратура. Открыт противотуберкулёзный диспансер.

### Давлеканово в военные годы
Более 11 тысяч жителей города и сельского населения Давлекановского района сражались на фронте во время Великой Отечественной войны. Более 5 тысяч из них погибли на полях сражений или пропали без вести. Четверо жителей были удостоены звания Героя Советского Союза: Владимир Ферапонтов, Василий Утин, Николай Бусаргин и Иван Гриб.
В самом посёлке продолжали работать предприятия, а также обувная фабрика, эвакуированная из города Волчанска Харьковской области. Давлекановцы устраивали воскресники, выручка от которых шла в фонд обороны, создавали фронтовые бригады, помогали эвакуированному населению, собирали тёплые вещи для бойцов.
В конце июня 1941 года в Давлеканово было эвакуировано Гомельское военное аэрофотограмметрическое училище. В мае 1942 года, после пополнения лётной части из Таганрогской военной авиационной школы пилотов им. В. П. Чкалова, училище было преобразовано в Военное авиационное училище разведчиков (ВАУР) ВВС КА, на тот момент единственное в стране училище военной авиационной разведки. Среди его выпускников Герои Советского Союза Иван Голубничий и Иван Лезжов.
28 августа 1942 года Указом Президиума Верховного Совета РСФСР рабочий посёлок Давлеканово получает статус города районного подчинения.

### Давлеканово в послевоенные годы
В 1957 году Давлеканово было подключено к Единой энергосистеме СССР. С 1958 года в Давлекановском районе начались автобусные пассажирские перевозки в отдалённые деревни, а с 1962 года начато автобусное движение в городе. В 1963 году начата газификация. В 1972 году был построен авторемонтный завод, с самого начала ставший одним из крупнейших авторемонтных предприятий БАССР (сейчас ОАО «Нефтемаш»). В декабре 1976 года был пущен в эксплуатацию Давлекановский завод противопожарного оборудования.
В 1971 году построено здание кардиологического отделения городской больницы, в 1974 году завершено строительство нового корпуса инфекционного отделения, в 1975 году открылось новое здание больницы на 240 коек с поликлиникой. В корпусах старой больницы были открыты специализированные отделения: пульмонологическое, гастроэнтерологическое и наркологическое. Количество стационарных коек в городе увеличилось до 450.
В 1950 году при районной библиотеке открылся отдел детской книги, в 1954 году преобразованный в районную детскую библиотеку. В 1959 году на базе районного дома культуры была организована детская музыкальная школа, в 1988 году реорганизованная в детскую школу искусств. В 1969 году было открыто Давлекановское музыкальное училище, проработавшее до 1988 года. В 1972 году районный дом культуры переехал в новое здание с киноконцертным залом на 600 мест и спортивным залом. В 1992 году в городе появился историко-краеведческий музей. В 1995 году была создана телестудия «Дим», позже она превратилась в телевизионную компанию «Давлекановская».
1 февраля 1975 года при доме пионеров и школьников был создан кружок юных самбистов, выросший до клуба «Самбо-75», который возглавил Валерий Васильевич Терентьев. В 1985 году на базе клуба была открыта одноимённая детско-юношеская спортивная школа. Лучшие борцы школы не раз побеждали на всероссийских, всесоюзных и международных соревнованиях.
В 2022 в школах Давлеканово открылись Шаймуратовские классы.

## Население
| 1795    | 1816    | 1834    | 1850    | 1870    | 1913    | 1920    | 1921    | 1922    | 1931    | 1939    | 1944    |
| ------- | ------- | ------- | ------- | ------- | ------- | ------- | ------- | ------- | ------- | ------- | ------- |
| 92      | ↗284    | ↗362    | ↗412    | ↘388    | ↗15 500 | ↘6800   | ↘5919   | ↘5900   | ↗8900   | ↗14 200 | ↗16 900 |
| 1945    | 1946    | 1947    | 1959    | 1967    | 1970    | 1979    | 1989    | 1992    | 1996    | 1998    | 2000    |
| ↘15 100 | ↗15 400 | ↗16 400 | ↗17 072 | ↗20 000 | ↗20 123 | ↗20 654 | ↗21 900 | ↗22 800 | ↗24 300 | ↗24 500 | ↗24 900 |
| 2001    | 2002    | 2003    | 2005    | 2006    | 2007    | 2008    | 2009    | 2010    | 2011    | 2012    | 2013    |
| →24 900 | ↘23 860 | ↗23 900 | →23 900 | ↗24 000 | ↗24 200 | ↗24 466 | ↗24 582 | ↘24 073 | ↗24 100 | ↘24 049 | ↗24 069 |
| 2014    | 2015    | 2016    | 2017    | 2018    | 2019    | 2020    | 2021    | 2022    | 2023    | 2024    | 2025    |
| ↘23 953 | ↗23 973 | ↘23 820 | ↘23 774 | ↘23 662 | ↘23 499 | ↘23 380 | ↘21 834 | ↗22 697 | ↘21 391 | ↘21 180 | ↘21 013 |

На 1 января 2025 года по численности населения город находился на 633-м месте из 1124 городов Российской Федерации.

### Национальный состав
Согласно Всероссийской переписи населения 2010 года: русские — 47,1 %, башкиры — 26 %, татары — 17,9 %, украинцы — 4,4 %, чуваши — 1,3 %,узбеки, таджики, и остальные национальности.
По итогам переписи населения 2020 года проживали следующие национальности (национальности менее 0,1 % и другое см. в сноске к строке «Другие»):
| Национальность | Численность, чел. | Доля     |
| -------------- | ----------------- | -------- |
| Русские        | 10 640            | 48,73 %  |
| Башкиры        | 5616              | 25,72 %  |
| Татары         | 4215              | 19,30 %  |
| Украинцы       | 387               | 1,77 %   |
| Чуваши         | 218               | 1,00 %   |
| Азербайджанцы  | 155               | 0,71 %   |
| Немцы          | 114               | 0,52 %   |
| Мордва         | 94                | 0,43 %   |
| Узбеки         | 64                | 0,29 %   |
| Армяне         | 61                | 0,28 %   |
| Белорусы       | 23                | 0,11 %   |
| Другие         | 247               | 1,14 %   |
| Итого          | 21 834            | 100,00 % |

### Языковой состав
Согласно Всероссийской переписи населения 2010 года родными языками населения являлись: русский — 57,5 %, 
башкирский — 21,9 %, татарский — 14,4 %.

## Экономика
Основные направления промышленности: пищевая, в том числе мукомольно-крупяная и комбикормовая, машиностроение и металлообработка, производство стройматериалов, лёгкая промышленность и полиграфия.
Около 80 % производства в пищевой промышленности приходится на комбинаты хлебопродуктов № 1 и № 2 (производство муки и комбикормов), а также сыродельный комбинат. Пищевая промышленность базируется на переработке местного сельскохозяйственного сырья и является важным звеном агропромышленного комплекса Башкортостана.
В Давлеканово действуют следующие предприятия:
- Давлекановский комбинат хлебопродуктов № 1;
- ПАО «Нефтемаш»(c 2016 г.);
- АО «Давлекановская молочная компания»;
- ООО «Давлекановский кирпичный завод»;
- ООО «Электроаппарат»;
- ООО «Алмаз и К»;
- ООО «Сандра»;
- ООО «Римал» (производство детской и подростковой обуви);
- МУП «Давлекановский завод „Сельмаш“». Архивировано из оригинала 20 февраля 2017 года.;
- ООО «Давлекановский завод нестандартного противопожарного оборудования»;
- Давлекановское дорожное ремонтно-строительное управление;
- автотранспортное предприятие — филиал «Башавтотранса»;
- ООО «Давлекановский комбинат хлебопродуктов № 2»;
- ООО «Монтажник»;
- ООО «Рязанский трубный завод» филиал. Производство профильных, ВГП, ЭС труб.

## Социальная сфера
Работают районный дом культуры, три библиотеки (Центральная библиотека, центральная детская библиотека, городской филиал центральной библиотеки), детская школа искусств, Давлекановский историко-краеведческий музей, Музей народного писателя Башкортостана Ахияра Хакимова, парк культуры и отдыха.
Построены небольшие профилактории и базы отдыха на берегу озера Аслы-Куль, что обеспечит дальнейшее развитие туризма. Есть гостиница.
Народные промыслы: ковроткачество, резьба по дереву, плетение из ивовых прутьев, производство кумыса.

### Образование (в том числе общеобразовательные)
- филиал Белебеевского колледжа механизации и электрификации;
- филиал Башкирского строительного колледжа;
- филиал Уфимского технологического техникума.
- Гимназия № 5
- МОБУ СОШ № 1
- МОБУ СОШ № 7
- МОБУ БГИ № 3
- МОБУ лицей-интернат

## Спорт
В городе, как и в районе, пользуются популярностью национальная борьба куреш, а также самбо и дзюдо. За годы существования ДЮСШ «Самбо-75» воспитала многих мастеров и кандидатов в мастера спорта по самбо и дзюдо, призёров российских и международных первенств.
В настоящее время развиваются такие виды спорта, как настольный теннис, футбол, хоккей, волейбол. В городе организован футбольный клуб «Колос», с 2010 года проводится чемпионат города по мини-футболу (система «осень-весна»), с 2011 года проводится чемпионат города по футболу. При школе № 7 оборудован спорткомплекс, включающий футбольную, баскетбольную и волейбольную хоккейную площадки. В феврале 2007 года открылся плавательный бассейн, а в декабре при физкультурно-оздоровительном комплексе построена ещё одна хоккейная площадка.

## Радио
- 90,2 МГц — Авторадио
- 99,1 МГц — (ПЛАН) Радио Регион
- 99,5 МГц — Новое Радио
- 100,7 МГц — Спутник FМ;
- 102.7 МГц — Русское радио;
- 103,2 МГц — Радио Юлдаш;
- 105,2 МГц — Радио Дача
- 105,8 МГц — Радио ENERGY
- 106,3 МГц — Радио России / ГТРК Башкортостан

## Известные уроженцы
- Михайлов Борис Тимофеевич (род. 06.06.1937) — гвардии полковник, кандидат наук, доцент, член-корреспондент Петровской академии наук и искусств. Второй командир (1974—1980 гг.) одного из лучших полков РВСН — 235-го ракетного Ивановского полка (в/ч 12465) — полка в составе 54-й гвардейской ракетной ордена Кутузова дивизии 27-й гвардейской ракетной Витебской Краснознамённой армии Ракетных войск стратегического назначения. Именно под его командованием боевые расчёты полка стали лучшими расчётами 54-й гвардейской ракетной ордена Кутузова дивизии и одними из лучших расчётов 27-й гвардейской ракетной Витебской Краснознамённой армии Ракетных войск стратегического назначения. С 1980 г. на преподавательской работе в Военной инженерно-космической Краснознамённой академии имени А. Ф. Можайского. Автор множества монографий и работ по военной тематике. Награждён правительственными и ведомственными наградами. Скончался 10.10.2023 г. Похоронен на Ковалёвском кладбище г. Санкт-Петербург.
- Людмила Евгеньевна Улицкая (род. 21 февраля 1943, Давлеканово, Башкирская АССР, СССР) — русская писательница, переводчица и сценарист. Первая женщина — лауреат премии «Русский Букер» (2001). Лауреат премии «Большая книга» (2007, 2016). Произведения Людмилы Улицкой переведены не менее чем на 25 языков. Общественный деятель, учредитель «Лиги избирателей».
- Елизавета Петровна Зиберт (Элли Джонс) (1904, Давлеканово, Российская империя — 1985, США) — дочь крупного землевладельца Петра Зиберта, после революции эмигрировавшая в США. Была переводчицей В. В. Маяковского во время его путешествия по США, родила от поэта дочь — Патрисию Джонсон[33][34][35].
- Готман, Альфред Леонидович (2 октября 1947 года) — доктор технических наук, профессор, заслуженный строитель Республики Башкортостан, почетный строитель России, председатель Башкортостанского отделения и вице-президент РОМГГиФ, член ISSMGE и IGS.
- Владимир Викторович Бело́в (род. 1 октября 1960 года) — российский оперный певец (тенор), заслуженный артист Российской Федерации, народный артист Башкортостана (1994).
- Камышов Ян Александрович (род. 02.11.2003) — бывший киберспортмен в VALORANT.

## Памятники
- Мемориальный комплекс, посвящённый Победе советского народа над фашистскими захватчиками в Великой Отечественной войне 1941—1945 гг.
- Аллея Славы в честь 60-летия Победы.
- Обелиск учителям и учащимся, погибшим в годы Великой Отечественной войны 1941—1945 гг.
- Бюст Героя Советского Союза Ферапонтова Владимира Петровича.
- Курган Славы.
- Павшим сотрудникам и выпускникам в Великой Отечественной войне 1941—1945 гг.
- Бюст основателя ДЮСШ "САМБО-75", "Заслуженного тренера РФ  среди клубов самбо", "Отличника народного просвещения РФ" , "Лучшего работника физической культуры БАССР ", "Заслуженного учителя школы БАССР" Терентьева Валерия Васильевича.
- Бюст основателю детского спортивного футбольного клуба, отличнику народного просвещения РФ  Иванову Владимиру Петровичу.

## Археология
На северо-восточной окраине города открыты стоянки эпохи мезолита и неолита (Давлеканово II на левом берегу реки Дёмы). В 1962—1963 годах Геральдом Матюшиным на Давлекановской стоянке было вскрыто 96 м². В Давлеканово II было обнаружено погребение неолитического человека-европеоида с некоторыми чертами монголоидности, жившего в V—IV тысячелетиях до н. э. На стоянках прибельской культуры Муллино II и Давлеканово II, которые датируются рубежом VII—VI тыс. до н. э., найдены самые древние останки домашней лошади. Третий слой стоянки представлен керамикой срубной культуры.

## Религия
Православные храмы:
- Храм Почаевской иконы Божией Матери

Мечети:
- Мечеть Иман;
- Мечеть - памятник истории

Протестантские общины:
- Дом молитвы евангельских христиан-баптистов